# لوسیمیسین
لوسیمیسین (به انگلیسی: Lucimycin) با فرمول شیمیایی C36H53NO13 یک ترکیب شیمیایی با شناسه پاب‌کم 6433568 است. که جرم مولی آن ۷۰۷٫۸۰۴۹۲ گرم بر مول می‌باشد. 